# Тулдунское сельское поселение
Се́льское поселе́ние «Тулдунское» (бур. Тулдунай hомон) — муниципальное образование в Еравнинском районе Бурятии Российской Федерации.
Административный центр — посёлок Тулдун.

## История
Статус и границы сельского поселения установлены Законом Республики Бурятия от 31 декабря 2004 года № 985-III «Об установлении границ, образовании и наделении статусом муниципальных образований в Республике Бурятия»

## Население
| 2002 | 2011 | 2012 | 2013 | 2014 | 2015 | 2016 |
| ---- | ---- | ---- | ---- | ---- | ---- | ---- |
| 1139 | ↘556 | ↘536 | ↘518 | ↘490 | ↘485 | ↘475 |
| 2017 | 2018 | 2019 | 2020 | 2021 | 2023 | 2024 |
| ↘471 | ↘457 | ↘454 | ↘438 | ↘421 | ↘406 | ↘402 |

## Состав сельского поселения
| № | Населённый пункт | Тип населённого пункта          | Население |
| - | ---------------- | ------------------------------- | --------- |
| 1 | Тулдун           | посёлок, административный центр | ↘402      |